# مخطط ميل الشمس

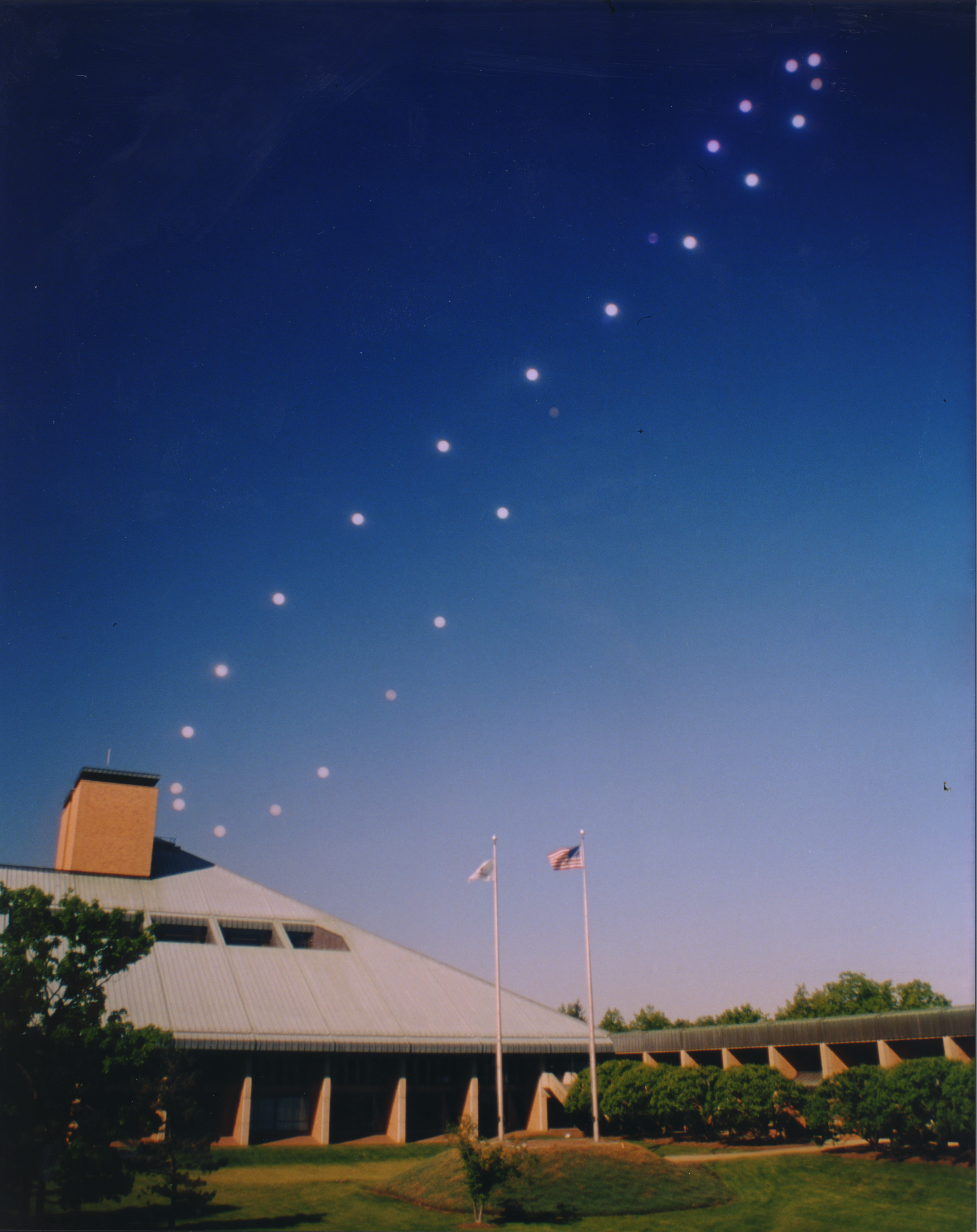
مخطط ميل الشمس صوره جاك فيشبيرن في ولاية نيو جيرسي بالولايات المتحدة الامريكية

مخطط ميل الشمس أو المنحني المِزوليّ (بالإنجليزية: Analemma) هو خط وهمي ذو شكل رقم 8، تحدده الشمس حسب أوضاعها الموافقة للتوقيت المتخذ عند تحركها.

## أنالمة الشمس

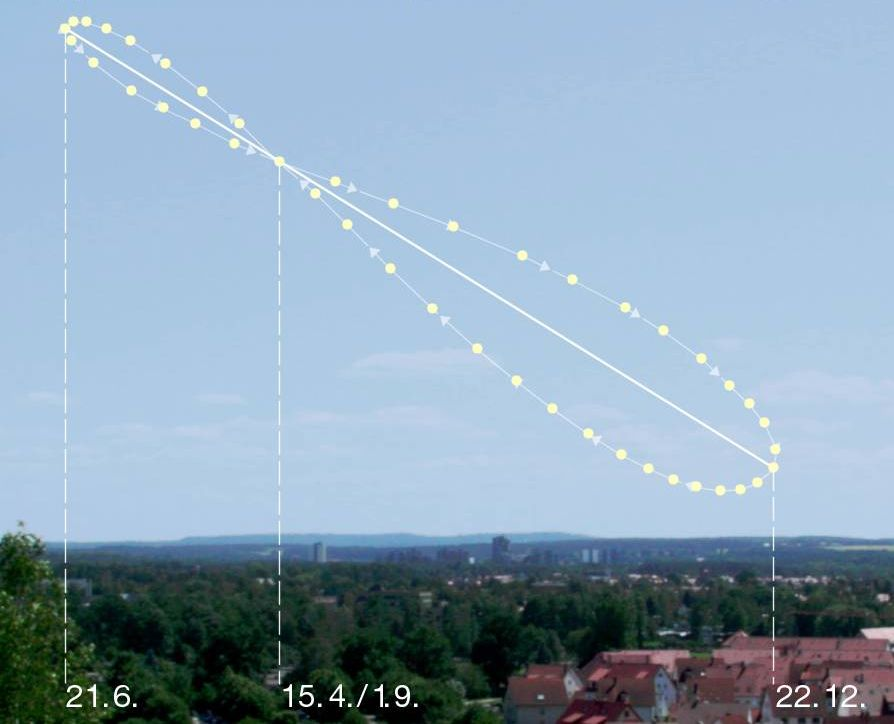
أنالمة الشمس: صورة مجمعة لأكثر من 50 صورة تعادل صورة أسبوعياً من موقع محدد وزاوية تصوير ثابتة وفي نفس التوقيت

أنالمة الشمس (رقصة الشمس) هو رسم بياني يوضح تغير موضع الشمس في السماء نسبة للارض عندما يتم رصدها من مكان محدد من الأرض في ذات الوقت اليومي المحدد والثابت على مدار العام الأرضي، عملياً فإن هذا الشكل تحصل عليه عندما تعين موقع الشمس في نفس الوقت كل يوم خلال العام الأرضي، بحيث يتم التقاط صور متكررة ثابتة المكان والزاوية والوقت خلال عام بحيث يتم أخذ صورة يوميا أو أسبوعيا ودمج جميع هذه الصورة بصورة واحدة تظهر الرقم 8 مائلاً في السماء مكون من قرص الشمس مختلف الموقع، وحيث أن هذا المنحنى يتسع بين أبعد نقطتين وهما الانقلابين الصيفي والشتوي وعند منتصفه يكون الاعتدالين الربيعي والخريفي، بالإضافة إلى أن هذا الشكل يكون مائلا في السماء بسبب ميل محور دوران الأرض، ويمثل هذا المنحنى السجل الدقيق للرحلة السنوية للشمس عبر السماء.
كما تعد هذه الصورة المجمعة ظاهرة جمالية رائعة يستمتع بها المراقبون للسماء بعد أن يتم تصويرها خلال العام الأرضي وترفق الصورة بالاحداثيات الدقيقة للمنطقة التي تمت فيها والتوقيت اليومي المحدد (مثلا: يتم تحديد الساعة 7 صباحاً يوميا والموقع الجامعة الأردنية قسم الجيولوجيا لالتقاط صورة يومية لمدة عام ارضي وبعد نهاية العام يتم جمع كل الصور الملتقطة ودمجها بصورة واحدة وتشكيل المنحنى الجميل الذي يمثل رحلة الشمس في سماء الجامعة الأردنية خلال العام).
نلاحظ إنه كلما زاد معدل عدد الصور إلى أن يصل إلى معدل صورة يوميا ازدادت دقة المنحنى وازدادت جماليته.

## وصلات خارجية
- ما هو مسار الشمس؟